# Ricardo Tuero
Ricardo Ramón Tuero Jiménez (ur. 25 maja 1959 w Sancti Spíritus) – kubański judoka. Olimpijczyk z Moskwy 1980, gdzie zajął dziesiąte miejsce w wadze lekkiej.
Uczestnik mistrzostw świata w 1981 i 1983. Brązowy medalista igrzysk panamerykańskich w 1983. Triumfator igrzysk Ameryki Środkowej i Karaibów w 1982. Trzeci na mistrzostwach panamerykańskie w 1986 roku. 

## Letnie Igrzyska Olimpijskie 1980
| Konkurencja | Eliminacje             | Eliminacje            | Eliminacje                    | Klas. końcowa |
| Konkurencja | Przeciwnik I           | Przeciwnik II         | 1/4                           | Miejsce       |
| ----------- | ---------------------- | --------------------- | ----------------------------- | ------------- |
| 71 kg       | Issam Tombakji (SYR) Z | Ronny Nilsson (SWE) Z | Rawdangijn Dawaadalaj (MGL) P | 10.           |